# Czerwień (gród)

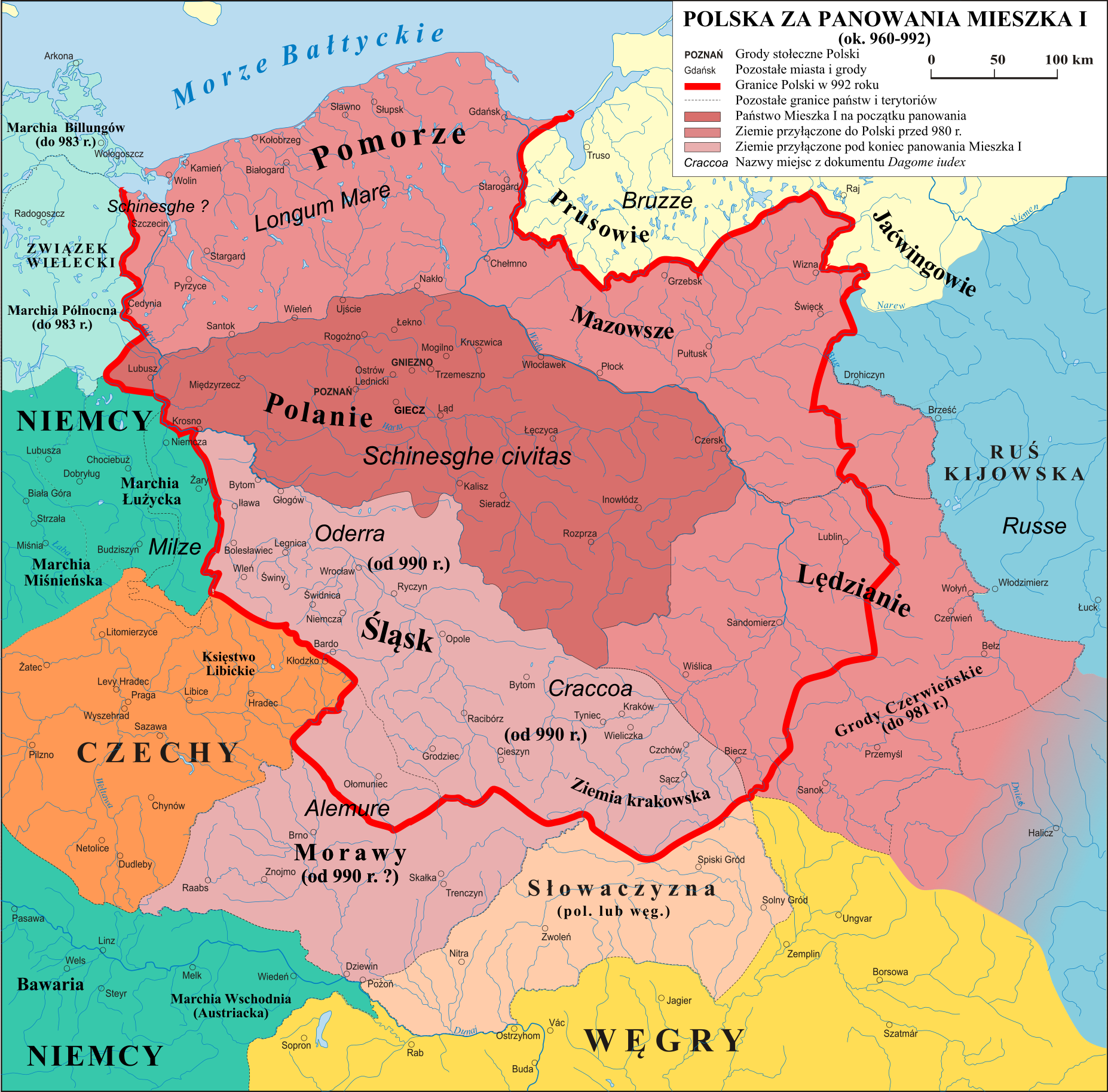
Grody Czerwieńskie na mapie Polski z lat 960-992.

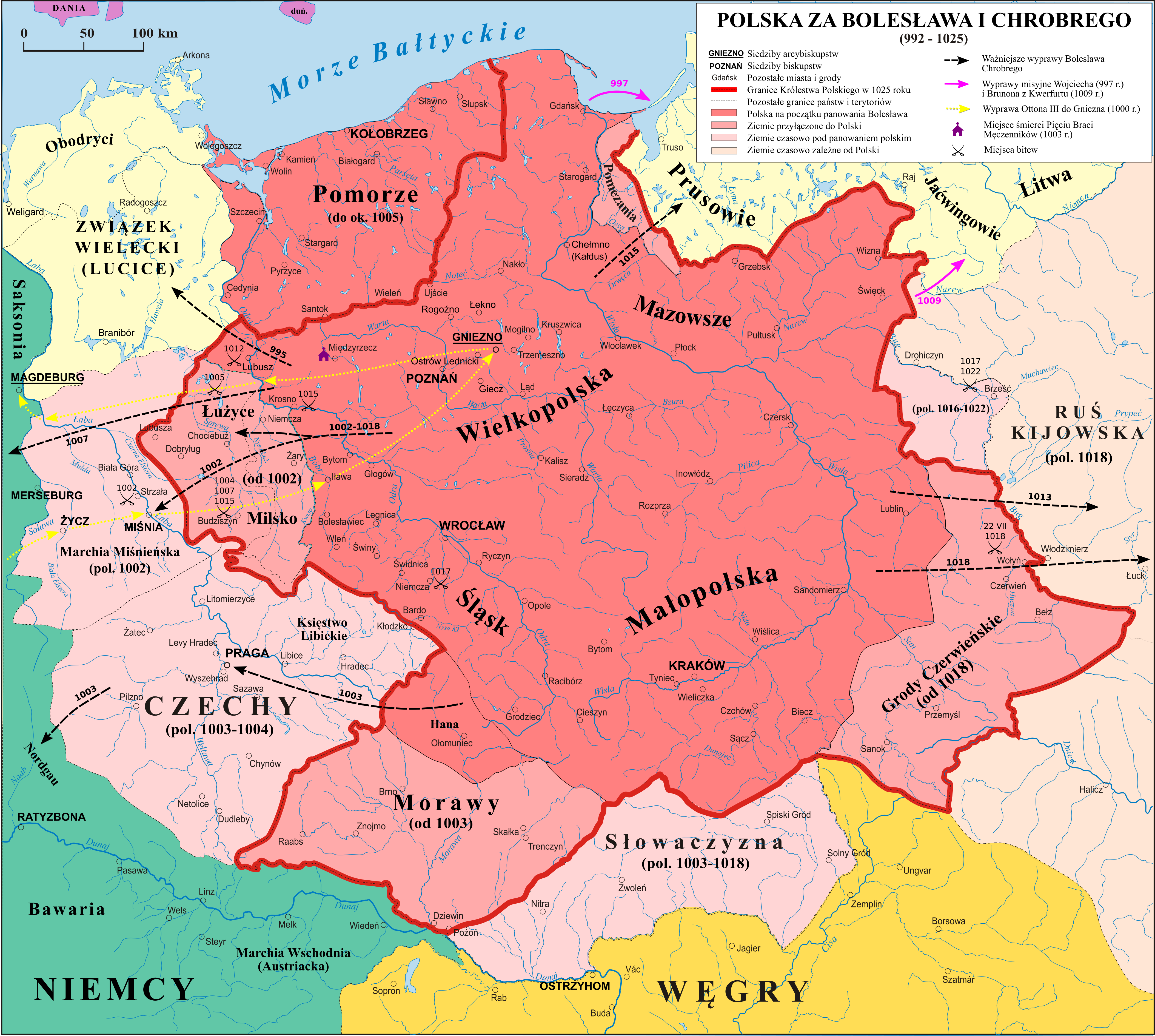
Grody Czerwieńskie na mapie Polski z lat 992-1025

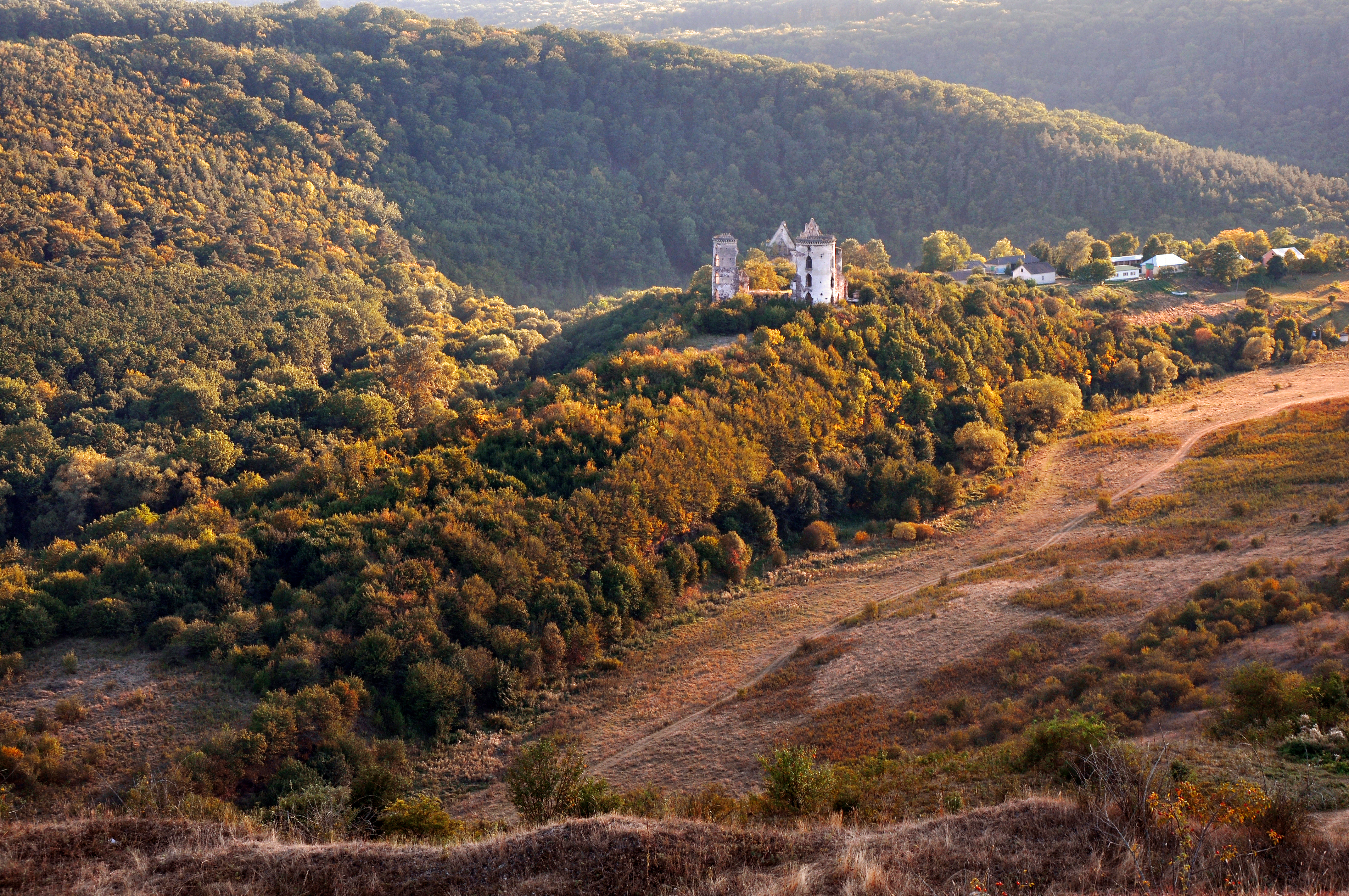
Zamek w Czerwonogrodzie nad Dniestrem, miejsce dawniej utożsamiane z grodem Czerwień

Czerwień – główny ośrodek Grodów Czerwieńskich. Obecnie w polskiej historiografii zwykle uznaje się, że Czerwieniem było grodzisko we wsi Czermno w gminie Tyszowce. Jednak w przeszłości pojawiały się inne lokalizacje, przede wszystkim Czerwonogród nad Dniestrem na Podolu Zachodnim i inne.

## Etymologia
Barwnikowy źródłosłów nazwy Czerwień (…) Według  „Słownika  Starożytności  Słowiańskich” (1961, t.  1, s.  302) rdzeń tej  nazwy pochodzi od „czerwia”, tzn. poczwarki owada barwnikowego. Taki wywód przypomniała  ostatnio  I.  Kutyłowska (1992,  s.  32),  „Warownia Czerwień-Czermno  stała się zapewne głównym polskim ośrodkiem handlu „czerwiem” z Bliskim Wschodem, co utrwaliło jej nazwę urobioną od tego robaka, dostarczającego tak poszukiwanego w średniowieczu purpurowego barwnika.

## Historia
W 981 Czerwień (wraz z innymi zachodniosłowiańskimi grodami) został zdobyty przez Włodzimierza I podczas wyprawy na terytorium Lachów (Polaków). Latopisy ruskie wymieniają gród kilkunastokrotnie, natomiast jednostkę terytorialną, której był on stolicą nazywają zamiennie raz ziemią czerwieńską (wzmianka z 1225 roku) i kilkakrotnie Grodami Czerwieńskimi (wzmianki z lat 1018, 1031, 1288).
Sam Czerwień jako gród wymieniony został w latopisach pod datami: 981 (tu jako gród „lacki”, czyli pierwotnie zachodniosłowiański), 1099, 1121, 1157, 1163, 1171, 1205, 1221, 1225, 1232, 1236, 1240, 1266, 1288 i 1289. Dzięki temu lokalizacja grodu (przynajmniej w świetle źródeł) nie pozostawia wątpliwości. Czerwień pojawia się bowiem w kronikach ruskich zawsze w kontekście walk i wydarzeń mających miejsce wokół Włodzimierza, Bełza, Chełma, Sąsiadki oraz Uchań.
W XI, XII i XIII w. warownia Czerwień była w rękach książąt włodzimierskich (Księstwo Halicko-Wołyńskie). Największy jego rozwój przypada na przełom XII i XIII w. W 1240 Czerwień został zniszczony przez Tatarów i następnie odbudowany. Kres istnienia grodu nastąpił w wyniku kolejnego najazdu tatarskiego po 1289, kiedy Czerwień zniknął z powierzchni ziemi. Pamięć o grodzie zanikła na wiele stuleci, a jego funkcję przejął Bełz. Dlatego w miejsce starych nazw jak ziemia czerwieńska i Grody Czerwieńskie pojawiło się pojęcie księstwa bełskiego lub ziemi bełskiej w 1462 przekształconej w województwo.
W XIV w. terytorium Grodów Czerwieńskich (ówczesna Ruś Czerwona pozostająca pod kontrolą chanatu tatarskiego) zostało włączone powtórnie przez Kazimierza Wielkiego w skład państwa polskiego.

## Archeologia
Badania archeologiczne w Czermnie, w odległości ok. 1 km na poł. wsch. od wsi wykazały, że na bagnistych łąkach znajdują się pozostałości rozległego kompleksu osadniczego złożonego z grodziska, podgrodzia i kilku osad oraz cmentarzysk. W obrębie wałów, na dziedzińcu są pozostałości studni grodowej, jeszcze dziś okresowo wypełniające się wodą. Samo grodzisko znajduje się w rozgałęzieniu Siniuchy – lewego dopływu Huczwy. Ranga znalezisk, takich jak brązowe enkolpiony-relikwiarze, kamienna ikonka, głowice buław, szpila kościana z główką w kształcie orła, ślady tresury niedźwiedzi, ozdoby, przypadkowe znalezisko zdobionego kiścienia, poświadcza niepoślednie znaczenie grodu jako centrum Grodów Czerwieńskich.